# شهرستان مارگون
شهرستان مارگون یکی از شهرستان‌های استان کهگیلویه و بویراحمد ایران است. مرکز این شهرستان، شهر مارگون است.
این شهرستان در تاریخ ۸ دی ۱۳۹۸ از شهرستان بویراحمد جدا شد و مستقل گردید.

## موقعیت جغرافیایی
شهرستان مارگون از شمال با شهرستان لردگان استان چهارمحال و بختیاری، از جنوب تا جنوب غربی با شهرستان بویراحمد، از غرب با شهرستان کهگیلویه و از شرق با شهرستان دنا همسایه است.

## تقسیمات کشوری
شهرستان مارگون دارای ۲ بخش، ۴ دهستان و ۱ شهر به شرح زیر است:

### شهرستان مارگون
| بخش    | مرکز بخش | جمعیت بخش ۱۳۹۵ | نام دهستان | مرکز دهستان | جمعیت دهستان ۱۳۹۵ | شهر              | جمعیت شهر ۱۳۹۵   |
| ------ | -------- | -------------- | ---------- | ----------- | ----------------- | ---------------- | ---------------- |
| مرکزی  | مارگون   | ۱۱٬۷۰۲ نفر     | مارگون     | مارگون      | ۴٬۹۴۶ نفر         | مارگون           | ۳٬۱۳۵ نفر        |
| مرکزی  | مارگون   | ۱۱٬۷۰۲ نفر     | دالون      | جوکار       | ۳٬۶۲۱ نفر         | مارگون           | ۳٬۱۳۵ نفر        |
| زیلایی | ماشمی    | ۸٬۱۷۴ نفر      | زیلایی     | ماشمی       | ۴٬۸۱۱ نفر         | **************** | **************** |
| زیلایی | ماشمی    | ۸٬۱۷۴ نفر      | شورم       | پوله        | ۳٬۳۶۳ نفر         | **************** | **************** |

## جمعیت
بر پایه سرشماری عمومی نفوس و مسکن در سال ۱۳۹۵، جمعیت شهرستان مارگون برابر با ۱۹٬۸۷۶ نفر بوده است.